# Agafija Svjatoslavovna
Agafija Svjatoslavovna (poljsko Agafia Światosławówna, rusko Агафья Святославовна, Agafija Svjatoslavovna) je bila ruska princesa in po poroki s Konradom I. Mazovskim vojvodinja Mazovije in velika vojvodinja Poljske, (* med 1190 in 1195, † po 31. avgustu 1247/2. junij 1248).

## Življenje
Agafija je bila hčerka Svjatoslava III. Igorjeviča in njegove žene Jaroslave Rurikovne, hčerke kneza Rurika Rostislaviča Belgorodskega.
Med letoma 1207 in 1210 je prišla na Poljsko, da bi se poročila s Konradom I. Mazovskim. Poroka je imela politično ozadje, saj je njen oče s tem  postal zaveznik Lešeka I. Belega in želel izboljšati odnose s poljskim plemstvom. Agafija in Konrad sta bila poročena vsaj trideset let.
Agafija je zelo podpirala zavezništvo s Tevtonskim viteškim redom. Njena prizadevanja so bila uspešna in zakonca sta leta 1227 sprejela velikega mojstra reda Hermana Balka, ki je s seboj pripeljal prve viteze. 
Leta 1239 se je zgodil zločin, v katerega je bila vpletena Agafijina družina. Začel se je s poroko njenega sina Kazimirja I. s Konstanvo, hčerko Henrika II. Pobožnega. Jan Heron, ki je bil dober do družine in je izobrazil Agafijina in Konradova sinova, je po Kazimirjevi poroki postal do Kazimirja neposlušen in verjetno tudi ni odobraval Konradove vladavine v Plocku. Jana so zaradi neposlušnosti spoznali za krivega in ga obsodili na smrt. Bil je mučen in nato javno obešen. Jan Długosz je zapisal: 
»In ko je umrl, so njegovo truplo sneli z vislic in več bratov nekega dominikanca ga je odneslo, da bi ga pokopali. Ker je bila Agafija vpletena v obsodbo, zdaj velja za tako krvoločno, da je postala znana kot druga Jezabela. Jan ni bil pokopan. Agafija in Konrad sta ga dala obesiti v stolnici v Plocku. Par naj bi bil preklel tudi nadškof Gniezna.«
Novica o umoru se je hitro razširila po državi. Nadškof Pelka je preklel Konrada in Agafijo in Mazoviji naložil interdikt. Cerkveni zvonovi v Mazoviji so utihnili in meščani niso hodili k maši; tudi pogrebov in porok ni bilo. Konradu je zmanjkovalo prijateljev in izgubil je zaupanje svojih podanikov. Odšel je v stolnico v Gniezno in dobil odpuščanje zase in za Agafijo.

## Smrt
Natančen datum Agafijine smrti ni znan. Znano je, da je preživela Konrada, ki je umrl 31. avgusta 1247. Domneva se, da je bila pokopana v stolnici v Plocku.

## Otroci
Agafija in Konrad I. sta imela deset otrok:
- Boleslava I. (ok. 1210 – 17. april 1248), vojvodo Mazovije
- Kazimirja I. (ok. 1210/13 – 14. december 1267), vojvodo Kujavije[3]
- Sjemovita (ok. 1215 – 24. junij 1262),[3] naslednika starejših bratov na položaju vojvode Mazovije
- Evdoksijo (r. ok. 1215-1225), poročeno z grofom Dietrichom I. Brehne in Wettina
- Ljudmilo, verjetno nuno v Plocku
- Salomeo (ok. 1220/1225 – po  30. avgustu 1268?), verjetno klariso v Skali
- Judito  (ok. 1222/1227 – 4. december 1257/1263), poročeno prvič z vojvodom Mješkom II. Debelim Opolskim in drugič z vojvodom Henrikom III. Belim Vrpclavskim
- Dubravko (ok. 1230–1265)
- Mješka (pred 1236 – pred 1238), umrlega v otroštvu[4]

## Vir
- Berend, Nora; Urbańczyk, Przemysław; Wiszewski, Przemysław (2013). Central Europe in the High Middle Ages: Bohemia, Hungary and Poland, c.900–c.1300. Cambridge University Press.

| Agafija Svjatoslavovna RurikidiRojen: ok. 1190 Umrl: 1247 |                                                   |                            |
| Nazivi za člane kraljevske družine                        |                                                   |                            |
| Predhodnik: Lucija Rügenska                               | Velika vojvodinja žena Poljske (prvič) 1229–1232  | Naslednik: Hedvika Andeška |
| Predhodnik: Ana Češka                                     | Velika vojvodinja žena Poljske (drugič) 1241–1243 | Naslednik: Kinga Poljska   |